# 万能青年旅店 (专辑)
《万能青年旅店》是中国大陆独立摇滚乐队万能青年旅店于2010年11月12日发行的录音室专辑，也是乐队自1996年成立以来发行的首张录音室专辑。该乐队经历过多次人员变动，专辑发行时的乐队成员为董亚千、史立、姬赓和杨友耕。
该专辑的音乐风格被认为有布鲁斯风格的独奏，也有民谣摇滚、前衛搖滾、另类摇滚、硬摇滚、布魯斯搖滾以及类似于自由爵士等风格。专辑中姬赓所作歌词涉及社会问题、政治、抑郁症和年轻一代的特质等题材。除了摇滚乐队普遍采用的电吉他、电贝斯和鼓，铜管乐器小号在本专辑中较为突出，在专辑的歌曲演奏中占了较多的片段。
该专辑获得了11届华语音乐传媒大奖的最佳乐队奖项以及七项提名，被认为是中国当代最具影响力的独立摇滚专辑之一。

## 背景和录制
1996年，受盲瓜乐队的影响，The Nico乐队在中国河北石家庄成立，乐队名称以当时盲瓜乐队主唱山农·胡恩的女儿的名字（Nico Blue）命名。最初乐队的成员为姬赓（贝斯手）、张培栋（鼓手）和董亚千（吉他手和主唱），当时的他们考虑过唱和作英文歌词。1999年，The Nico于镭典丽声出品的合辑《非常次序》中推出了第一首作品《巢穴在望》，后来在2007年接受采访时，乐队表示对这首曲子“从来不听”。2000年，董亚千的儿时同学、好友姬赓去南方上学之后，董亚千得了严重的抑郁症，跟姬赓到他所读的大学中南林业科技大学当了一个月陪读之后，董亚千去了秦皇岛进行一段时间的调养。在秦皇岛调养那段时间，董亚千不仅一直练琴且写出了本张专辑中歌曲《秦皇岛》的曲。2000年，吉他手崔旭东加入。2001年，鼓手张培栋离队，前往日本留学。2002年，鼓手荀亮加入，同年年底，乐队在贝斯手姬赓的提议下正式更名为万能青年旅店，原因是乐队内部认为原来的名使得乐队“干什么事，什么不成”。2003年，姬赓写出了《不万能的喜剧》的词，这是乐队第一次作词尝试。2004年，荀亮和崔旭东離隊，姬赓前往河北師範大學英語系讀研究生。2006年，姬赓歸隊，董亚千也已經回到石家莊，同年樂隊招募了萨克斯手冯玉良、大提琴手鲁轶以及小号手史立。樂隊从2007年開始，曾在MAO等Livehouse表演過專輯中的部分歌曲。
在专辑版的歌曲录制之前，网上流传着乐队2003 - 04年录制的最终收录在正式专辑中的歌曲的小样。2008年，乐队开始录制这张专辑。由于乐队成员不想去录音室录音，就准备在家中录音。在家中录音和录音经验不足使乐队遇到一些麻烦，一开始，乐队得到一支U-87话筒，而后购置了芬达 Deluxe音箱，结果录音效果不理想，最终乐队发现麦克风放大器是必须的，于是花费一万六千块人民币购置了麦克风放大器再次录音，这才将《秦皇岛》和《十万嬉皮》的电吉他录制完毕。之后，乐队想要录制鼓声，发现房间太小导致录制效果不好，於是樂隊放弃录制决定開始先編曲。後來董亚千了解到了多軌錄音座的作用，于是托人去法國的網站购买了兩條来用。之後，樂隊到北京，得到了舊的吸音板拿來改裝，將長笛、木吉他和爵士鼓部分錄製完。之後樂隊又回到石家莊，利用多軌錄音座，錄完了小號、人聲和貝斯。最后经过混音，完成录制工作。

## 歌曲和主题

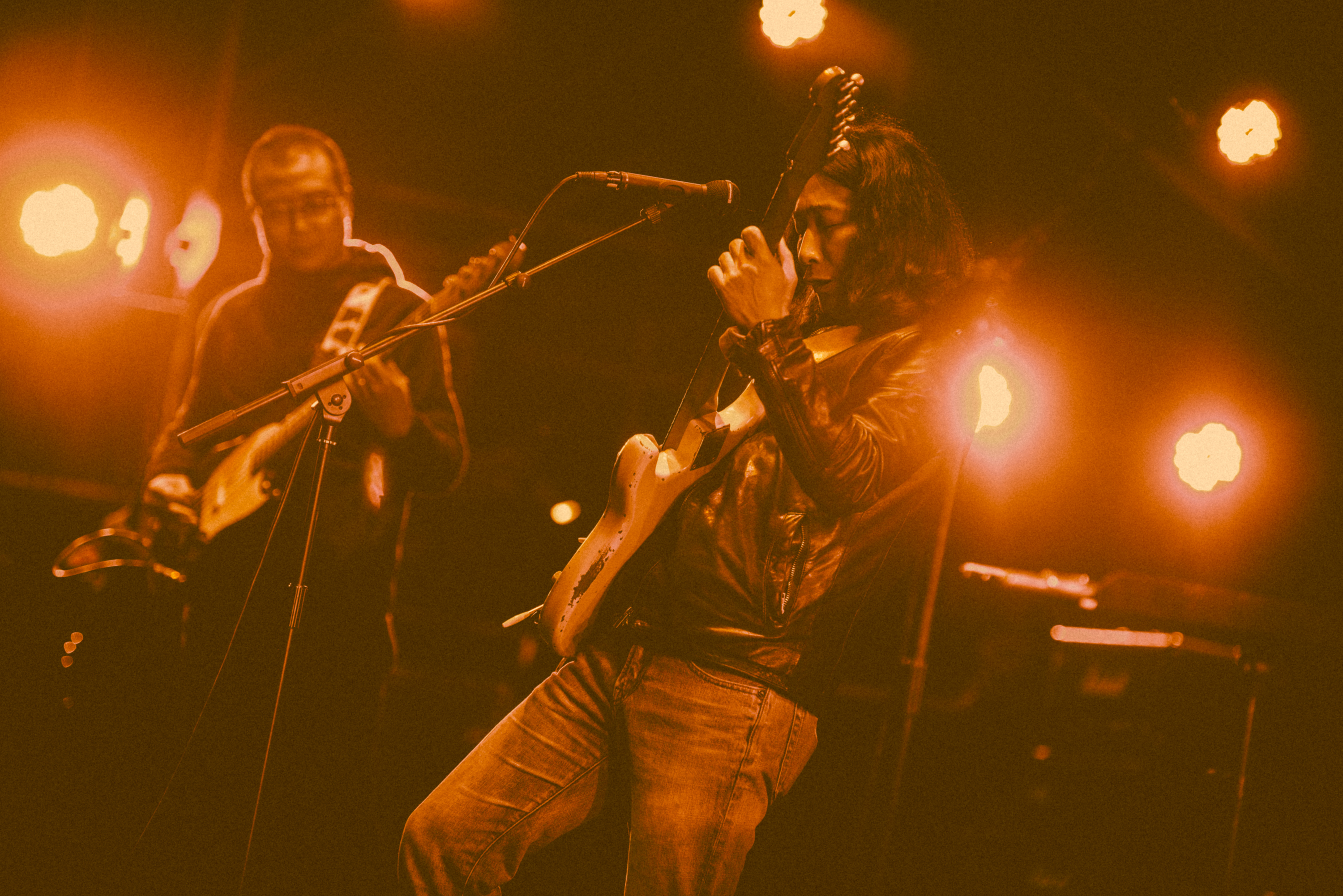
专辑的作词人姬赓（左）和作曲人董亚千（右）

全专辑由姬赓作词，董亚千作曲，各乐器手担任各自乐器的编曲。
第一首歌《狗尿馆》和第五首歌《洋鸟消夏录》为纯器乐演奏。第二首歌《不万能的喜剧》全曲共八句词，且有着占歌曲大部分的歌曲尾奏，这首歌有不插電版、純演奏版、無小號版，代表乐队歷來五六年反覆實驗的痕跡。第六首歌《秦皇岛》的曲是董亚千得抑郁症在秦皇岛调养时所作，姬赓所作的歌词描述了当时董亚千的抑郁症的状况。第七首歌《十万嬉皮》描述的是年轻一代和董亚千身上的特质，并将董亚千作为这首歌的主角，例如歌词中“喜欢养狗”、“大梦一场的董二千先生”就表现了董亚千有过的行为和特征。台湾乐评人马世芳认为这首歌中的“大梦一场”代表了不止一代人的集体状态。这首歌的歌词不仅有骈句式的工整，也有长短句的交错。第八首歌《在这颗行星所有的酒馆》可能带有政治隐喻，歌词中写道“只唱情歌看不到坦克”、“在这颗行星所有的酒馆”，被认为可能是暗指六四事件。作词者姬赓也表示他将歌词“广场”替换成了“酒馆”，以把“残酷”替换成“比较浪漫”。这首歌配器采用了多种元素，如在歌曲的开头，采用了布鲁斯的滑棒，以及在中间有早期布鲁斯采用大段的独奏，而最后有吉他噪音和类似于自由爵士的收尾。第九首歌《杀死那个石家庄人》引发了围绕石家庄靳如超爆炸案、旧工业城市国有企业工人下岗潮和私有化经济转型困境、思想冲击产生的道德虚无主义等各种话题的各种揣测和议论，但词作者姬赓作出了相对不同的解释，他解释道这首歌是对一类家庭的描述。

## 发行
2006年，迷你专辑《废人们 都在忙什么？》被上传至网络，包含了《杀死那个石家庄人》《不万能的喜剧》和《秦皇岛》的2003 - 04年的小樣，后来史立说道，这张专辑是乐队的朋友上传的，上传时乐队并不知情。2007年，該专辑内歌曲《不万能的喜剧》（不插电版）的小样发布在《口袋音乐诚意推荐01》中。
正式专辑发行前，乐队巡演时曾发布了一些私制唱片，收录了正式专辑一些歌曲的现场版，如2007年的《万能青年旅店@MAO》、2008年的《Live at MAO Beijing 2008》、2009年的《Live at MAO Beijing 2009》和2010年的《Live at SOHO Shijiazhuang 2010》，这些Bootleg包含了乐队正式专辑的《杀死那个石家庄人》《不万能的喜剧》、《秦皇岛》、《十万嬉皮》、《大石碎胸口》的现场版和一些乐队未正式出版的歌曲。2009年2月2日，乐队发行EP《万能鸵鸟驯养指南》。
正式专辑的CD版最初于2010年11月12日发行，由乐队自己独立发行，最初在育音堂酒吧签售，发行2000张。本专至今共发行了四个版次，前两版基本相同，第三版背面印有“第三版|2016年3月”的字样，第四版背面则印有乐队录音室“郊眠寺”的图标，下侧编号框内注明了“2020”的发行年份。 在2011年7月，乐队在台湾独立发行了专辑的CD版。

## 反响
华语音樂传媒大奖的乐评人李广平作了正面的评价：“岁末最大的黑马，民谣摇滚而又有点陌生的旋律，诗歌跳跃的思维，密集隐晦而峰回路转的意象，年轻而慵懒的呻吟般的吟唱，让‘万能青年旅店’在无数挣扎中的摇滚乐队中脱颖而出；我喜欢他们那些涵义深远的意象思维，比如‘如此生活30年，直到大厦崩塌！’画面感很强，而且有冲击力。”台湾乐评人马世芳给出了正面评价：“幾乎一夕之間，你們征服了全中國樂評人，被譽為中國搖滾的救世主。”乐评人张晓舟说：“这支乐队奇妙地统一了不同战线的审美标准。”
专辑发行后，受到了台湾听众和音乐人的欢迎。台湾歌手张悬曾翻唱过该专辑的《秦皇岛》；台湾歌手田馥甄翻唱过该专辑的《十万嬉皮》；台湾独立乐队老王乐队翻唱过该专辑的《秦皇岛》。台湾乐队草东没有派对被澎湃新闻认为是“台北万青”。乐队凭借这张专辑获得了11届华语音乐传媒大奖“最佳乐队”奖项以及總共七项提名，另外獲得了第11届音乐风云榜年度盛典最佳摇滚专辑、最佳摇滚新人和最佳摇滚歌曲獎項，并且總共獲得了6項提名。
在该专辑中收录的歌曲中，《杀死那个石家庄人》具有极高的影响力，在中文互联网上“一炮而红”，成为“中国最有影响的独立摇滚歌曲”（纽约时报语）。2021年，乐队贝斯手姬赓获颁2020年度石家庄市政府特殊津贴，石家庄市人社局一位工作人员给出的理由就是他“对推广石家庄‘名片’发挥了作用”。同年，河北共青团在哔哩哔哩发布了改编自《杀死那个石家庄人》的正能量版本《杀不死的石家庄人》，引发了一定的争议。後來在2023年，石家莊市政府試圖打造「搖滾之城」，讓不少民眾深感意外。河北省文旅局在微信视频号发布《杀不死的石家庄》，并提及歌曲《杀死那个石家庄人》。
此外，该专辑中收录的《大石碎胸口》亦成为中国大陆视频网站上左翼主题视频常用的BGM，被网民戏称“网左的小曲”，“实实在在成了（中国大陆）左翼共识的音乐”。

## 音乐风格
这张专辑的风格以及运用的元素被评论和乐队认为包括獨立搖滾、另類搖滾、民谣摇滚、前卫摇滚、硬摇滚、布魯斯搖滾、自由爵士和迷幻摇滚等。早期乐队有受到吉他手吉米·亨德里克斯、吉他手史蒂维·雷·沃恩、爵士音乐人邁爾士·戴維斯、前卫摇滚乐队深红之王、爵士乐手约翰·斯科菲尔德和一些另类摇滚乐队如涅槃乐队、盲瓜乐队、珍珠果酱乐队和碎南瓜乐队的影响。
华语传媒大奖的乐评人李广平将专辑描述为：“民谣摇滚而又有点陌生的旋律”。摩登天空对万能青年旅店的风格描述道：“风格难以精确归类，音乐大致上有民谣、另类摇滚和前卫摇滚的投射，有诗情叙事和开放编曲的方向”。摇滚北京音乐网这样描述乐队的风格：“一些和声进行与转调方面的爵士的尝试，鼓点的爵士风，吉他solo强烈的布鲁斯倾向”。董亚千本人在说明《在这个行星上所有的酒馆》的应用元素时，指出歌中运用了类似自由爵士和迷幻摇滚一样的风格。台湾的音樂网站这墙音乐艺文展演空间的编辑瓦瓦描述乐队风格为：“其實萬能青年旅店的風格並不前衛，也不像台灣獨立樂界所流行的‘小清新’風格般的軟調。萬能青年旅店用一把吉他、一把貝斯、一支小號及一套鼓，用傳統的搖滾樂編制唱出對生命赤裸裸的看法，夾帶著六、七零年代硬式搖滾與九零年代另類搖滾的味道，唱出整個八零後世代青年的失落”。《音乐时空》杂志描述专辑：“专辑大量采用了常用的五声音阶，且在旋律和配器上表现出西化的布鲁斯、爵士、硬摇滚”。

## 包装设计
在乐队录制接近尾声时，包装设计成为了所面临的一个问题，经好友并且是专辑文案攥写人的何小宇的推荐，乐队邀请设计师阮千瑞设计封面。对于已经做过一些实验音乐的封面和海报设计的阮千瑞来说，摇滚乐的专辑封面设计是第一次。他受到彼得·萨维尔为新秩序的专辑《Technique》设计的封面影响，并接受了西班牙的合作伙伴的提议，将原本设计的下坠的运动员的姿态调整为仿佛正在飞上天空的姿态，再经过“负像”处理，从而完成专辑封面运动员图像的设计，他认为这个设计将“歌曲中的超现实主义跃然纸上”。对于封面专辑名字的呈现，阮千瑞想借此向人们展示中文的视觉潜力，于是想在封面上加上巨大的中文字，最后选用了毛泽东标志性的毛体书法，他认为“毛泽东的字体有着非常强烈的时代映像，这与乐队的生长背景、歌曲中的气质都十分符合”，最后在画面不起眼处落款留下乐队的英文名“Omnipotent Youth Society”。在首次发行的版本中，封面纸张使用了比普通金色纸价格较贵的金色硫酸纸，这种纸被阮千瑞认为有一种“更强烈、更惊艳的颜色”。在实体歌词本中，毛笔装帧成为一个突出的特点，内页插入了沙尘雾霾状黄灰色的乐队首演宣传海报的图像，宣传海报是阮千瑞从一位美国摄影师拍摄工业时代的中国照片中汲取灵感并采用了类似Hipgnosis为平克·弗洛伊德设计专辑封面的超现实主义手法，包括了骏马、鸵鸟和猎犬在空中飞、年轻人从云霄中的跳台跳下、画面底部的是一座庞大的工厂和灰蒙蒙石家庄的霾的底色，阮千瑞说“专辑的封面设计其实也来源于巡演海报”。据阮千瑞所述，在设计封面过程中，他通过几度前往石家庄实地勘察所拍摄的图像过程中探索唱片音乐创作的动机，地点包括在歌词中写到的河北师大附中、附中边上的药厂宿舍、人民商场和《大石碎胸口》歌词中的洗浴中心。 台湾的CD版正面外部侧封上印有繁体中文的“消融你堅石般的成見 詩意又深沉的力量直擊胸口”的文字，外部侧封背面多了一段介绍文字，内部封套背面印有摩登天空、荔芙娱乐等标志。乐队独家授权台湾有料音乐发行。

## 曲目列表
| 曲序     | 曲目                                                                   | 时长  |
| -------- | ---------------------------------------------------------------------- | ----- |
| 1.       | 狗尿馆（器乐曲）（Palace Of Dog Piss）                                 | 1:56  |
| 2.       | 不万能的喜剧（The Less Than Omnipotent Comedy）                        | 5:34  |
| 3.       | 揪心的玩笑与漫长的白日梦（A Heart Wrenching Joke And A Long Daydream） | 5:35  |
| 4.       | 大石碎胸口（The Boulder That Crushes The Breast）                      | 7:03  |
| 5.       | 洋鸟消夏录（器乐曲）（Log Of Sea Ghosts' Aestival Travels）            | 1:10  |
| 6.       | 秦皇岛（Qinhuangdao）                                                  | 8:05  |
| 7.       | 十萬嬉皮（Ten Thousand Hippies）                                       | 4:45  |
| 8.       | 在这颗行星所有的酒馆（Throughout The Drinkeries Of This Plane）        | 9:09  |
| 9.       | 杀死那个石家庄人（Kill The One From Shijiazhuang）                     | 5:44  |
| 总时长： | 总时长：                                                               | 51:56 |

## 人员
信息来自专辑文案。

| 万能青年旅店 - 董亚千 – 主唱、吉他、曼陀铃 - 姬赓 – 贝司 - 史立 – 小号 - 杨友耕 – 鼓 | 制作人 - 李平 – 录音 - 田野 – 录音助理 - 老虎 – 混音（曲目6） - 王梓 – 混音（曲目6） - 时俊峰 – 混音（除曲目6外）、母带处理 - 阮千瑞 – 设计 - 和小宇 – 文案 - 林盟山 – 摄影 |